# Sequoiadendron

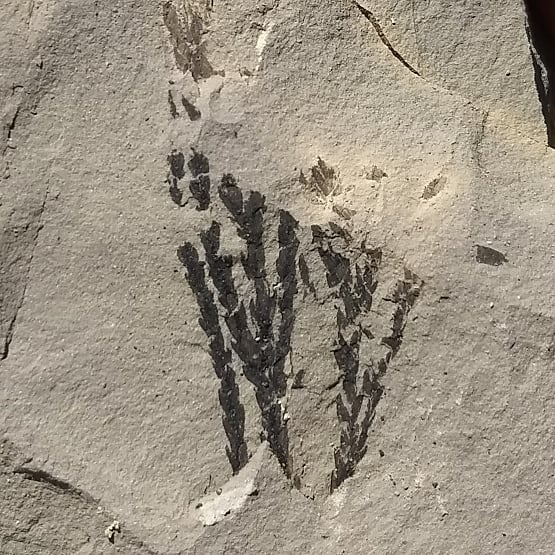
Folhagem fóssil de Sequoiadendron chaneyi (Nevada).

Sequoiadendron é um género de grandes coníferas (megafanerófitos) perenifólias da subfamília Sequoioideae da família Cupressaceae, com duas espécies conhecidas, apenas uma das quais extante (Sequoiadendron giganteum), conhecida pelos nomes comuns de sequoia-gigante ou árvore-mamute, com distribuição natural restrita às montanhas da Sierra Nevada da Califórnia.

## Descrição
O género Sequoiadendron inclui os maiores organismos vegetais do mundo em termos da soma de volumes. São árvores crescem até uma altura média de 50 a 85 m, com 5 a 7 m de diâmetro. Há referências a árvores com 94 m de altura e mais de 11 m de diâmetro. O espécime de sequóia-gigante (Sequoiadendron giganteum) vivo mais antigo que se conhece tem uma idade estimada de 3 200 anos, calculada contando os anéis de crescimento. Na sua presente circunscrição taxonómica, o género inclui apenas duas espécies:
- Sequoiadendron giganteum, a única espécie extante, conhecida pelos nomes comuns de "sequoia-gigante" e de "árvore-mamute", com distribuição natural restrita à Sierra Nevada da Califórnia[2]
- † Sequoiadendron chaneyi, uma espécie extinta, considerada o predecessor de Sequoiadendron giganteum, cujo registo fóssil se estende até ao Mioceno tardio nos terrenos terciários do Colorado Plateau.[3]

A casca da sequoia é fibrosa, enrugada e pode ter até 60 cm de espessura na base do tronco colunar. Fornece proteção significativa contra incêndios que possam atingir as árvores. As folhas são perenes, em formato acicular, com cerca de 3 a 6 mm de comprimento, dispostas em espiral nos rebentos.
As sementes ocorrem em cones de 4 a 7 cm de comprimento, que se manatêm fechados por largos períodos apos a maturação (nos caso da espéci extante, mantêm-se verdes e fechado por períodos que podem chegar aos 20 anos). Cada cone tem 30 a 50 tecas dispostas em espiral, com várias sementes em cada teca produzindo uma média de 230 sementes por cone. A semente tem 4 a 5 mm de comprimento e 1 mm de largura, com asas de 1 mm de cada lado. Algumas sementes são liberadas quando o cone da teca encolhe durante o tempo quente no final do verão, mas a maioria das sementes é libertada quando o cone seca devido ao calor do fogo ou danos causados por insetos.
A sequóia-gigante regenera-se por sementes. Árvores jovens, na casa dos 20 anos de idade, podem produzir rebentos a partir de cepos. Sequóias gigantes de todas as idades podem brotar do tronco quando os ramos velhos são perdidos pela quebra, mas, ao contrário das sequoias-costeiras, as árvores maduras não brotam de cortes. As árvores jovens começam a produzir cones aos 20 anos de idade.
Uma grande árvore pode manter até cerca de 11 000 cones em simultâneo. A parte superior da copa de uma sequóia gigante madura produz mais cones do que suas partes inferiores. Estima-se que uma sequóia gigante madura pode dispersar 300 000 a 400 000 sementes por ano. As sementes aladas podem ser transportadas pelo vento até 180 m de distância da árvore-mãe.
Os ramos mais baixos morrem facilmente, mas as árvores com menos de 100 anos de idade retêm a maior parte de seus ramos mortos. O tronco das árvores maduras nos bosques geralmente não têm ramos até a uma altura de 20 a 50 m acima do solo, mas as árvores solitárias retêm ramos baixos, mesmo quando mortos.

## Registo fóssil
Pólen fóssil de Sequoiadendron e macrofósseis atribuídos ao género pode ter encontrado em depósitos datados do Cretáceo  em diante em diversas regiões do Hemisfério Norte, incluindo locais no oeste da Geórgia na região do Cáucaso.